# 吉浦郵便局
吉浦郵便局（よしうらゆうびんきょく）は新潟県村上市にある郵便局。
かつては郵便区番号「959-35」の配達を受け持つ集配郵便局であったが、現在は村上郵便局に移管され無集配郵便局となっている。

## 概要
住所：〒958-0003 新潟県村上市吉浦1452

## 沿革
- 1875年（明治8年）1月2日 - 五等郵便局の吉浦郵便局として開局[1]。
- 1884年（明治17年）7月31日 - 廃止[1]。
- 1901年（明治34年）2月16日 - 岩船郡上海府村大字柏尾に柏尾郵便局として開局、郵便貯金事務も取扱う[2]。
- 1906年（明治39年）1月13日 - 吉浦郵便局に改称[3]。
- 1924年（大正13年）7月31日 - 羽越線村上駅 - 鼠ケ関駅間開通に伴い鉄道郵便線路開通、その受渡局となる[4]。
- 1935年（昭和10年）9月11日 - 電信及び電話通話事務開始、10日限りで廃止となった越後早川電信取扱所（越後早川駅内）の業務を継承[5]。
- 1936年（昭和11年）
  - 5月1日 - 電話事務開始[6]。
  - 7月1日 - 電話交換業務開始[7]。
- 1954年（昭和29年）4月1日 - 上海府村が合併し、村上市の郵便局となる。
- 1976年（昭和51年）9月29日 - 電話交換業務廃止、村上電報電話局に移管[8]。
- 1984年（昭和59年）2月1日 - 鉄道郵便受渡廃止[9]。
- 1986年（昭和61年）10月27日 - 集配業務の全部を村上郵便局に移管、無集配局となる[10]。

## 周辺
- グループホーム上海府（旧吉浦小学校跡地）